# Tairō
Durante el gobierno del shogunato Tokugawa, en el Japón del siglo XVII, Tairō/Dairō (大老?   lit. "gran anciano") era una posición gubernamental de alto rango. El tairō, un samurái veterano, usualmente presidiría el concejo de ancianos en caso de una emergencia. Generalmente, la función del tairō era proveer al Japón de un líder temporal capaz de gobernar en caso de que el shōgun estuviera ausente o incapacitado hasta que el shōgun volviera a estar capacitado o hubiera uno nuevo.
- Datos: Q956844
- Multimedia: Tairō of the Tokugawa Shogunate / Q956844